# Мацулёвка
Мицулёвка — железнодорожная станция Сахалинского региона Дальневосточной железной дороги. Является одной из старейших железнодорожных станций на Сахалине.

## История
- 1906 год — открыта в составе пускового участка Южно-Сахалинск — Соловьёвка.
- 1 апреля 1943 года — в связи с включением Южного Сахалина в состав внутренних территорий станция переподчинена Министерству железных дорог Японии
- август 1945 года — в ходе советско-японской войны занята Красной Армией
- 1 февраля 1946 года — де-юре исключена из состава японских железных дорог
- 1 апреля 1946 года — включена в состав советских железных дорог под названием Мацулёвка. При переименовании допущено графическое расхождение с названием одноимённого села на одну букву.

## Деятельность
Пассажирское сообщение по станции периодически отменяется. До 2007 года (с перерывами) курсировали две пары дизель-поездов Д2 Южно-Сахалинск — Корсаков, в 2009—2011 годах до Корсакова продлевался дизельный экспресс № 121/122 Томари — Корсаков (с 2011 года укорочен обратно до Южно-Сахалинска). Данный поезд в Мацулёвке не останавливался.
На июль 2015 года пригородное движение существует по маршруту Корсаков (Пять углов) - Южно-Сахалинск дважды в сутки.
В разных источниках станция называется или Мацулёвка, или Мицулевка. На табличке в 2016 году написано Мицулёвка, в списке станций Росжелдора в 2021 этой станции нет. Деревня рядом называется Мицулевка